# مدرسة غروتون
مدرسة غورتون هي مدرسة تحضيرية للكلية الأسقفية. تقع في الولايات المتحدة في مدينة غروتون (ماساتشوستس). تسجل حوالي 380 طالبا (بنين وبنات) من الثاني المتوسط إلى الثالث الثانوي.
في عام 2014 و2015 بلغت الرسوم الدراسية وتكاليف السكن والإقامة وكتب اضافية أخرى إلى 56700 دولار. يحصل 38% من الطلاب على مساعدات مالية. تعتبر المدرسة عضوا في رابطة المدرس المستقلة (الحرة) كما تتميز المدرسة بتخريج العديد من المشاهير في مجال الأعمال والحكومة والمهن ويذكر منهم فرنكلين روزفلت.

## التأسيس
في عام 1884 أسس القس Endicott Peabody مدرسة جروتون. وكان القس بيبودي أحد رجال الدين الأسقفي ومن عائلة مشهورة في ماساتشوستس. تبرع جيمس وشقيقه بريسكوت لورانس بأرض المدرسة إلى Rev. Peabody وكانت أسرة الشقيقين تسكن فيFarmers Row في غوروتون الموقع الحالي لمدرسة شمال غوروتون. تمكن Peabody بدعم من الشخصيات الثرية كالقس فيليبس بروكس والقس ويليام لورانس و Crowninshield Endicott وJP Morgan ووالده وSamuel Endicott Peabody الحصول على رهن بلغ قيمته 39000دولار لبناء المدرسة.
إضافة إلى ذلك كان بيبودي يفكر في جمع ما يبلغ 40000دولارا إضافية كوقف. إذ كان مجموع قيمة الوقف380 مليون دولارا أي ما يساوي مليون دولار لكل طالب. فبادرت أسرة روزفلت بما فيهم ثيودور روزفلت بدعم مدرسة غوروتون.
تول بيبودي منسب مدير المدرسة حوالي خمسين عاما إلا أن تقاعد، اعتمد النظام التعليمي السبرتينSpartan والذي يلزم الطلبة بتعليمات قاسية كاستخدام الحمامات الباردة والمقصورات كما استخدم النموذج العضلي المسيحي الذي جربه هو بنفسه لما كان فتى في Cheltenham College . كان Peabody يأمل في تخريج الرجال الذين يخدمون المصالحة العامة لا موظفون يهتمون بالمهن فحسب.
ففي عام 1940 تحقق أمنية بيبودي إذ تخرج على يده جون كروكر كقسيس والذي ظل قسيسا لطلبة الأسقفية في جامعة برينستون لمدة عشرة أعوام. كان كروكر نفسه أحد خريجي المدرسة عام 1918 وكذلك خمسة عشر من أفراد أسرته. شملت فترته انتشار مبدئ حركة الحقوق المدنية. وفي سبتمبر 1951 قبلت مدرسة غروتون أول طالب من أصل أفريقي وكان ذلك ثلاث سنوات قبل إصدار قرر المعروف ب (Brown v. Board of education) المحكمة العليا بحظر الفصل العنصري في المدارس العامة. وفي عام 1965 شارك Crocker وزجته مع خمس وسبعون طالبا في مسيرة مع القس مارتن لوثر كنغ جونيور خلال مظاهرة الحقوق المدنية في بوسطن. تقاعد كروكر في يونيو عام 1965 بعد أن كان مديرا لمدرسة غوروتون لمدة 25عاما. تول القس Bertrand Honea,Jr إدارة المدرسة من1965 إلى 1969 ثم بول رايت من 1969 إلى 1974 بعده أتى القس رولاند كوكس من1974 إلى 1977 ثم وليام بولك من 1978 إلى 2003 تول بعده ريتشارد كومونز المنسب من 2003 إلى 2013 ومن يوليو عام 2013 يمثل Temba Maqubela مدير المدرسة.
وقد حدثت في المدرسة تغيرات ملحوظة منذ 1884. كانت المدرسة خاصة لفتيان إلا أنها أصبحت مدرسة مزدوجة (تقبل بنين وبنات) عام 1975. كذلك تغير مصدر طلابها، فصار طلابها يأتون من جميع أنحاء بدلا من نيو إنجلاند ونيويورك كما كان الحال سابقا. رغم تلك التغيرات يجدر بالذكر أن المدرسة لم تزل متمسكة ببعض تقاليدها كخدمة المصالحة العامة وتعلقها بالكنيسة الأسقفية.

## الحرم الجامعي
تبلغ مساحة المدرسة إلى 385 فدنا (156 هكتار) وتحتوي على غابات متدرجة ومروجا موسعة وجزء من نهر Nashua وميادين الرياضة المتنوعة، كما مباني أكاديمية ومهاجع. تقع معظم تلك المباني حول منطقة دائرية خضراء التي تبلغ محيطها1/3 ميل (0,54 كيلومتر). يمنع النظام الطلبة من عبور الدائرة إلى الجانب الآخر. وتشمل كنيسة القديس جون، والفصول الدراسية، ومنزل بروكس، وغرف النوم، ومكتبة McCormick التي توجد فيها أكثر من ستين ألف مجلد. ويوجد أيضا في الحرم الجامعي مركز Campbell للفنون الاستعراضية، وقاعة الطعام، ومركز ديلون للفنون ومعرض دي مينيل. بالإضافة إلى ذلك توجد مرافق أخرى كثيرة كالمركز الرياضي الترفيهي ومركز برت وأوبرين للتزلج والتنس، وBingham Boathouse والعديد من منازل أعضاء هيئة التدريس. وقد قام بتصميم الحرم الجامعي مهندس المناظر الطبيعية فريدريك لو أولمستيد وهو اشتهر بمهاراته وتصميم الحديقة سنترال بارك في مدينة نيويورك والعديد من المؤسسات الأكاديمية أخرى.

## الخريجين
كتب جورج بيدل أحد جريجي عام 1902 في تصريح له أن خمس وتسعون بالمائة من الأولاد كانوا من الطبقة الأرستقراطية الأمريكية الذين ينتمي أباءوهم إلى Somerset أو Philadelphia أوKnickerbocker أو Baltimore Clubs كما كان بينهم جمع من أثرياء القوم.
في العام 2013 كانت درجة المتوسطة في SAT تعد 700 في مهارات القراءة و710 في كتابة المقالة و700 في الرياضيات. وخلال العامين 2008 و2012 التحق خريجو غوروتون في الجامعات الاتية جامعة جورجتاون وجامعة هارفارد وجامعة ييل وجامعة تافتس وجامعة ستانفورد وجامعة بروان وجامعة برنستون وجامعة بنسلفانيا وكلية ترينيتي وكلية دارتموث.

## ادعاءات إساءة المعاملة في المدرسة
في ربيع عام 1999 قام مكتب DA COUNTY MIDDLESEX بعملية تحقيق لادعاءات ثلاث من كبار الطلبة الذين اشتكوا انهم وغيرهم من الطلبة تعرضوا لاعتداء الجنسي في مهاجع المدرسة خلال العامين 1996-1997 وخلال عملية التحقيق قام طالب اخر برفع النفس الشكوى. وفي عام 2005 في محكمة جنائية اعترفت المدرسة بذنب عدم إبلاغ الدولة الشكوى هذا الطالب بالاعتداء الجنسي ودفعت 1250 دولار غرامة. وفي خريف وفي خريف عام 2006 اعتذرت المدرسة من الضحايا وتمت تسوية الدعوي المدنية الناشئة عن شكوى الطالب الأول خارج المحكمة. كذلك أصدرت تقرير اعتذار كامل للطالب الذي ادعى سوء التعامل للمرة الأولى عام 1999.